# Régions de Santa Catarina
Cet article décrit brièvement les régions de Santa Catarina qui est un État du sud du Brésil.

## Littoral
Les 500 kilomètres du littoral de l'État de Santa Catarina sont parsemés de nombreuses plages, idéales pour la pratique du tourisme. Cette région, colonisée par des Açoriens au XVIIIe siècle comporte un relief découpé par de nombreuses baies, anses, mangroves, lagunes et plages. Il s'agit d'une des zones du Brésil avec la plus forte biodiversité marine. Parmi les attractions touristiques de la région, on peut citer le phare de Santa Marta, à Laguna.
Ses principales villes sont Florianópolis (la capitale de l'État), São José, Laguna, Imbituba, Itajaí, Balneário Camboriú et São Francisco do Sul. La pêche et le tourisme sont les principales activités de la région. 
Florianópolis, capitale et centre administratif de l'´État, est une ville à la situation privilégiée: elle se situe sur l'île de Santa Catarina, belle île océanique de plus de 500 km². Elle est la capitale d'État offrant la meilleure qualité de vie et la 3e ville du Brésil la plus visitée par les touristes étrangers, derrière Rio de Janeiro et São Paulo. Elle est reliée au continent par 3 ponts. L'agitation du centre-ville contraste avec la tranquillité des localités de pêcheurs colonisées par les Açoriens.

## Nord-Est
Avec de fortes traditions germaniques, le nord-est de l'État concilie une économie dynamique avec le respect d'une nature exubérante. Les industries mécaniques et électriques structurent l'espace à travers les denses forêts de la Serra do Mar et les eaux de la baie de Babitonga. La région combine un fort pouvoir d'achat et une excellente qualité de vie. Ses villes principales sont Joinville (première ville de l'État avec près de 500 000 habitants) et Jaraguá do Sul.

## Vallée du rio Itajaí
"Un morceau d'Allemagne enclavé à Santa Catarina", telle est la définition de la vallée du rio Itajaí, située entre la capitale et le nord-est de l'État. L'héritage des colons germaniques a laissé sa marque dans l'architecture à colombage des habitations, la cuisine locale et les fêtes traditionnelles de la région, dans les jardins bien ordonnés et la force de l'industrie textile. Ses paysages vallonnés couverts de forêts et parcourus de cours d'eau et de cascades sont un haut-lieu de l'écotourisme. Les principales villes de la région sont Blumenau, Gaspar, Pomerode, Indaial, Brusque (capitale du prêt-à-porter) et Rio do Sul.

## Hauts-plateauxdu Nord
Dans le planalto norte riche en forêts, tant natives qu'issues de la reforestation, se trouve le pôle principal de l'exploitation forestière de Santa Catarina, regroupant tous les métiers et industries issus du travail du bois: scieries, fabrication de meubles, production de papier et carton, etc. Les principales villes de la région sont Rio Negrinho, São Bento do Sul, Canoinhas, Corupá, Mafra, Três Barras et Porto União.

## Hauts-plateauxmontagneux
Le climat froid de la région et le tourisme rural sont les principales attractions de la région Serrana. Les activités économiques dominantes sont l'élevage et l'exploitation forestière. Pour ses paysages bucoliques et la neige qui peut y tomber en hiver, ces hauts-plateaux montagneux accueillent tous les hivers des milliers de visiteurs. La fameuse route de la serra do Rio do Rastro, qui descend en lacets de près de 1 500 m jusqu'au niveau de la mer est une attraction à elle seule. Les principales villes de la municipalité sont Lages, São Joaquim, Urubici et Bom Jardim da Serra.

## Sud
Le mode de vie simple des descendants des immigrants italiens est une des caractéristiques principales de la région sud de l'État. De la culture italienne, il reste encore aujourd'hui la culture de la vigne, et la production de vin qui en découle, et de nombreuses fêtes traditionnelles. L'exploitation des ressources minérales du sous-sol (charbon notamment) et l'industrie céramique sont les principales activités économiques. La région possède également des stations thermales et des canyons riches de leur biodiversité. Ses principales villes sont Criciúma, Tubarão, Gravatal, Araranguá et Urussanga.

## Centre-Ouest
Dans cette région vallonnée située au centre de l'État se situent de nombreuses localités de petite et moyenne envergure, colonisées par des descendants de colons d'origine diverses (italiens, allemands, autrichiens et japonais). L'activité économique de la région est fondée sur l'industrie agro-alimentaire, l'élevage bovin et la production de pommes. On y trouve également des industries mécaniques. Les villes principales sont: Joaçaba, Videira, Caçador, Treze Tílias, Curitibanos, Fraiburgo et Campos Novos.

## Ouest
Les champs de l'ouest de Santa Catarina sont le grenier de l'État, dont est issue une grande part de la production brésilienne de céréales, volailles et porcs. Des entreprises agro-alimentaires d'envergure nationale et internationale sont associées aux producteurs dans la chaîne de production: les entreprises prennent en charge la consommation et fournissent la technologie aux agriculteurs qui leur revendent leur production. La région commencent également à exploiter le potentiel touristique de ses sources thermales. Les principales villes la région sont: Chapecó, Xanxerê, Concórdia et São Miguel do Oeste.

## Sources
- (pt) Cet article est partiellement ou en totalité issu de l’article de Wikipédia en portugais intitulé « Regiões de Santa Catarina » (voir la liste des auteurs).